# Tĩnh vật

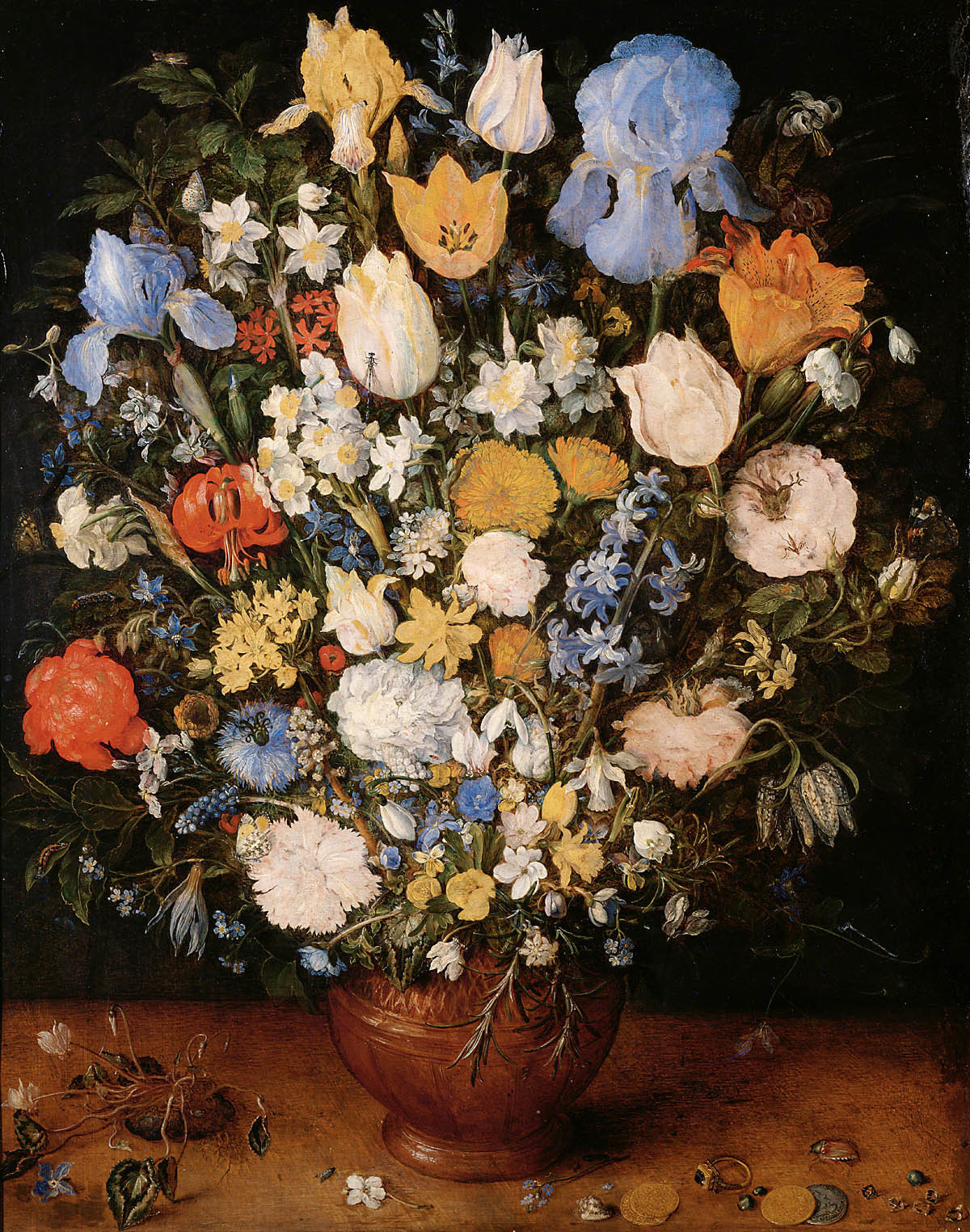
Jan Brueghel the Elder (1568–1625), Bouquet (1599). Một trong những ví dụ đầu tiên về tranh tĩnh vật là những bức tranh về hoa của các họa sĩ thời Phục hưng Hà Lan. Tranh tĩnh vật (bao gồm vanitas), như một thể loại cụ thể, đã đạt được tầm quan trọng lớn nhất trong Thời kỳ hoàng kim của nghệ thuật Hà Lan (khoảng thập niên 1500–1600).

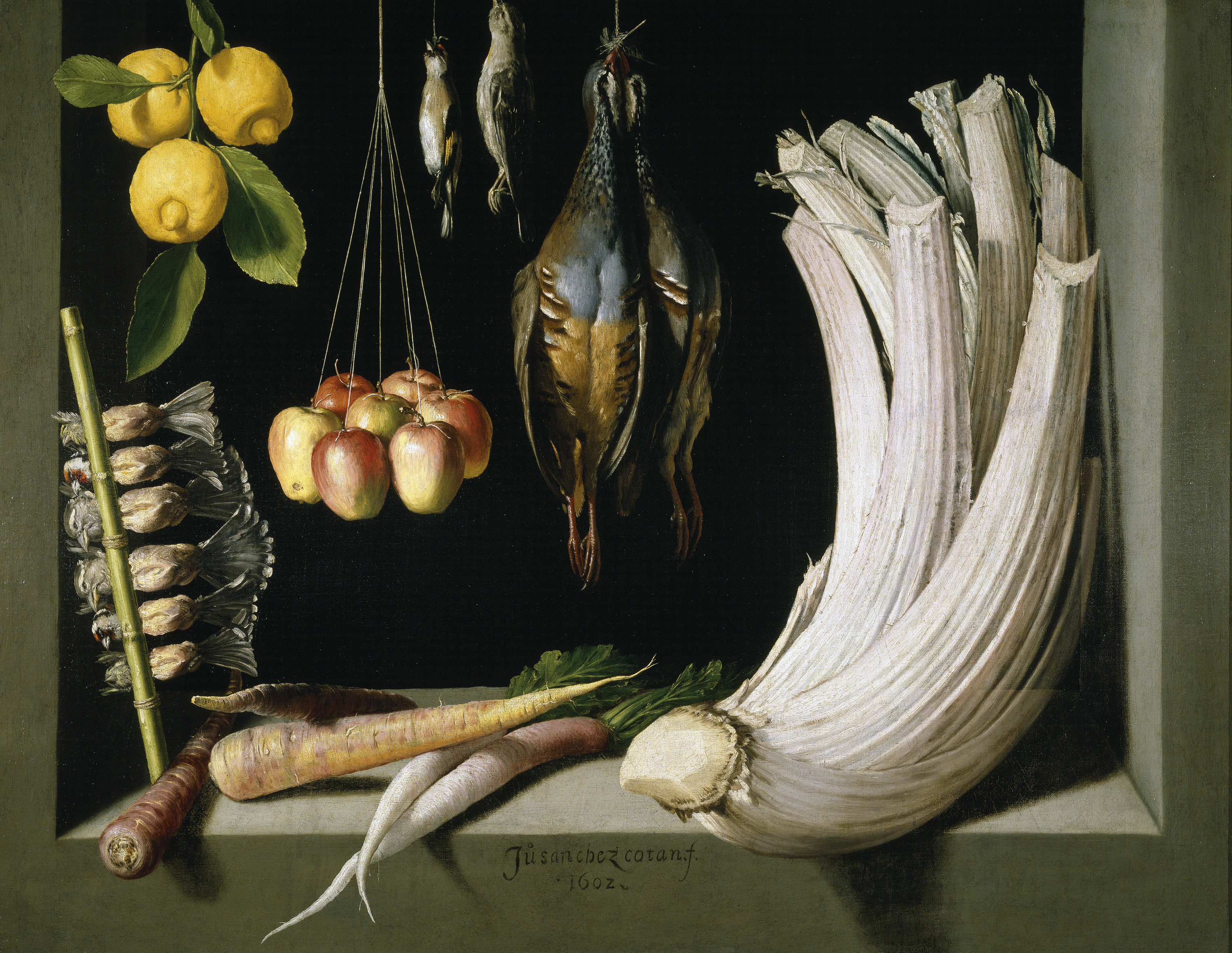
Juan Sánchez Cotán, Tĩnh vật với Chim săn, Rau và Trái cây (1602), Museo del Prado Madrid

Tĩnh vật là một tác phẩm nghệ thuật mô tả chủ đề vô tri vô giác, các vật thể thông thường là tự nhiên (thực phẩm, hoa, động vật chết, thực vật, đá, vỏ sò, v.v.) hoặc nhân tạo (cốc nước, sách, bình hoa, đồ trang sức, tiền xu, ống, vv).
Với nguồn gốc từ thời Trung cổ và nghệ thuật Hy Lạp cổ đại, tranh tĩnh vật nổi lên như một thể loại riêng biệt và chuyên môn hóa trong hội họa phương Tây vào cuối thế kỷ 16, và vẫn còn có ý nghĩa kể từ đó. Một lợi thế của nghệ thuật tĩnh vật là nó cho phép một nghệ sĩ tự do thử nghiệm bố cục các yếu tố trong một tác phẩm của một bức tranh. Tĩnh vật, như một thể loại cụ thể, bắt đầu với bức tranh Hà Lan của thế kỷ 16 và 17, và thuật ngữ tiếng Anh tĩnh vật bắt nguồn từ chữ tiếng Hà Lan stilleven. Những bức tranh tĩnh vật sớm, đặc biệt là trước năm 1700, thường chứa đựng biểu tượng tôn giáo và ngụ ngôn liên quan đến các đối tượng được miêu tả. Các tác phẩm tĩnh vật sau này được sản xuất với nhiều phương tiện và công nghệ khác nhau, chẳng hạn như các vật thể tìm thấy, nhiếp ảnh, đồ họa máy tính, cũng như video và âm thanh.
Thuật ngữ này bao gồm bức tranh của động vật chết, đặc biệt là khi săn bắn được. Những con vật sống được coi là phong cách nghệ thuật động vật, mặc dù trong thực tế, chúng thường được vẽ từ các mô hình đã chết. Do việc sử dụng thực vật và động vật làm chủ đề, thể loại tĩnh vật cũng chia sẻ những điểm tương đồng với minh họa động vật học và đặc biệt là thực vật học. Tuy nhiên, với nghệ thuật thị giác hoặc mỹ thuật, tác phẩm không chỉ nhằm mục đích minh họa chính xác chủ đề.
Tĩnh vật chiếm giữ những nấc thang thấp nhất trong hệ thống phân cấp các thể loại, nhưng là vô cùng phổ biến với người mua. Cũng như chủ đề tĩnh vật độc lập, tranh tĩnh vật bao gồm các loại tranh khác với các yếu tố tĩnh vật nổi bật, thường mang tính biểu tượng và "hình ảnh dựa trên vô số các yếu tố tĩnh vật để tái tạo một lát cắt cuộc sống '". Bức tranh trompe-l'œil, có ý định đánh lừa người xem nghĩ rằng cảnh này là có thật, là một loại hình tĩnh vật đặc biệt, thường hiển thị các vật thể vô tri và tương đối phẳng.